# 유니버설 뮤직 (일본)
유니버설 뮤직 유한책임회사(일본어: ユニバーサル ミュージック合同会社, 영어: Universal Music LLC)은 2008년 10월 설립된 일본의 음반사이다.

## 소속 음악가
- 소녀시대
- 에비스 마스캇츠
- GReeeeN
- 고야나기 유키
- 고다이고
- 나카모리 아키나
- 시바사키 코우
- 야마모토 사야카
- 몬스타엑스
- DREAMS COME TRUE
- 나가부치 쯔요시
- 베니
- 모리야마 나오타로
- 야마자키 마사요시
- J-Min
- 요네즈 켄시
- 방탄소년단
- 블랙핑크
- 빅뱅
- (여자)아이들
- King & Prince
- Sexy Zone (2020년 ~ )
- 클라씨 (2022년 ~ )

## 같이 보기
- 분류:유니버설 뮤직 (일본) 소속